# Асеев, Камиль Пираматович
Ками́ль Пирама́тович Асе́ев (12 января 1952, Махачкала, Дагестанская АССР, СССР — 22 марта 2021, Махачкала, Дагестан, Россия) — советский футболист, мастер спорта СССР с 1990 года. По амплуа — вратарь. По национальности — кумык.

## Клубная карьера
В юношеские годы занимался в группе подготовки махачкалинского «Динамо», первым его тренером был Евгений Алишкевич, однако сам Асеев считает себя самородком. Выступая в молодёжной школе, играл в первенстве города и на чемпионате республики. Тренеры «Динамо», главной в то время команды республики, не воспринимали Асеева как основного игрока махачкалинцев; несмотря на это, в сезоне 1971 он ездил в составе клуба на смену Успату Рашидову на игры первенства СССР во второй лиге (против «Лори» Кировакана и «Ширака» Ленинакан).
В 1972 году Асеев был призван в ряды Вооружённых сил СССР. Будучи служащим спортроты, играл в клубе второго дивизиона чемпионата ГДР.
По приезде на Родину в 1974 году Асеев заметил, что отношение к нему в лучшую сторону не изменилось, хотя «Динамо» приглашал его на сборы. В 1974 году в махачкалинском «Динамо» уже было два вратаря (к Успату Рашидову присоединился Виталий Кушнарёв), из-за чего Асеев принял решение не ехать на сборы команды, считая, что ему будет крайне сложно получить место в основном составе. В начале сезона 1974 по прошествии примерно восьми туров Кушнарёв, которому понизили зарплату из-за неудачно проведённой выездной кубковой встречи, написал заявление об уходе из клуба, и «Динамо» осталось всего лишь с одним вратарем в команде. Найти второго вратаря не удавалось, так как с началом сезона все игроки уже были задействованы в своих клубах, и динамовцы вновь предложили Асееву перейти в стан «бело-голубых». В том сезоне Асеев провёл на поле лишь несколько матчей, заменяя в концовке игр Рашидова.
Сезон 1975 года в качестве основного голкипера дагестанского клуба начинал опытный Успат Рашидов, однако в некоторых эпизодах он сыграл не очень удачно, поэтому главный тренер клуба Владимир Шувалов решил поставить на последний редут Асеева, несмотря на то, что он был одним из самых молодых в команде. Асеев дебютировал в десятом туре и до конца сезона играл в качестве основного вратаря клуба. По результатам сезона «Динамо» едва не вышло в Первую лигу; Асеев наряду с Александром Маркаровым и Равилем Шариповым получил приглашение перейти в грозненский «Терек», но никто из трио футболистов не перешёл в «Терек», который в том сезоне добился права выступать в Первой лиге. Позже Асеева приглашали в клубы Высшей лиги — в ереванский «Арарат» и одесский «Черноморец».
В 1976 году К. Асеев отыграл в воротах 30 игр из сорока, а динамовцы заняли второе место в сезоне. В следующем сезоне он сыграл 16 матчей в первенстве.
В 1978 году «Динамо» возглавил Евгений Горянский, который ввёл правило, по которому Асеев выступал в выездных матчах, а Рашидов — в домашних. Объяснял это он тем, что «дома» играть труднее, чем на выезде, так как дома на вратаря «давит» груз ответственности, и поэтому более опытному Рашидову была отведена роль «домашнего вратаря». Спустя год Горянский покинул клуб, а Асеев вернулся на пост в качестве основного вратаря и выступал вплоть до 1989 года. По результатам 1989 года «Динамо» покинуло вторую лигу.
В 1990 Асееву поступило предложение от «Нарта» Черкесск, в который перешли после сезона сразу пять игроков «Динамо».
Завершил футбольную карьеру в 1991 году.

## Послеигровая карьера
Через некоторое время после завершения карьеры профессионального игрока Асеев устроился художником в мебельную фирму «Каспий», кроме того, занимался с молодыми вратарями в спецшколе, был востребован родным клубом в качестве помощника, наряду с Семёном Валявским.
В январе 2004 года Камиль Асеев после сбора динамовцев в Кисловодске был назначен тренером вратарей махачкалинского клуба, по мнению руководства которого возвращение динамовской легенды вполне соответствовало возрождению традиций клуба.